# 底特律影评人协会
底特律影评人协会（英語：Detroit Film Critics Society）是美国中西部密歇根州底特律的一个影评人协会。

## 分类
其主要奖项有：
- 最佳影片
- 最佳男主角
- 最佳女主角
- 最佳导演
- 最佳男配角
- 最佳女配角
- 最佳团体（最佳群戏）
- 最佳剧本
- 最佳纪录片
- 最佳新人
- 最佳突破表演

## 多奖得主
底特律影评人协会的多奖得主有：《雲端情人》、《乌云背后的幸福线》、《艺术家》、《127小时》、《国王的演讲》、《飞屋环游记》、《朱诺》、《贫民百万富翁》、《对话尼克松》。